# Kaplica Matki Boskiej Różańcowej w Żywcu
Kaplica Matki Boskiej Różańcowej w Żywcu – kaplica w Żywcu, w parafii Miłosierdzia Bożego, w dzielnicy Rędzina.
W Rędzinie znajdowała się stara, drewniana kaplica, zastąpiona w 1912 r. murowaną świątynią. W jej wnętrzu znajdowało się wyposażenie pochodzące z Kościoła Wszystkich Świętych w Starym Żywcu, które stanowił barokowy ołtarz z 1708 r., a także dwie drewniane, gotyckie rzeźby powstałe ok. 1400 r. Pierwsza z nich przedstawiała Jezusa z jabłkiem królewskim w jednej ręce i czyniącego znak błogosławieństwa drugą ręką, a druga – wizerunek Marii ze złożonymi rękami. W kaplicy umieszczono również obrazy pochodzące z XIX wieku, w tym obraz przedstawiający Trójcę Świętą z 1830 r. autorstwa Andrzeja Madalskiego.
Stara kaplica została rozebrana w związku z budową zapory w Tresnej i powstaniem Jeziora Żywieckiego. Dzięki działaniom mieszkańców, w latach 1967–1968 wybudowano nową kaplicę przy ul. Krakowskiej, następnie została ona powiększona. Autorem planu rozbudowy był Franciszek Kutscha.
Do nowej kaplicy zostały przeniesione zabytkowe rzeźby, które umieszczono na belce łączącej prezbiterium z nawą. W ołtarzu znajduje się rzeźbiony posąg Matki Boskiej Różańcowej, który został wykonany przez Piotra Kłoska ze Szczyrku. Na zewnątrz świątyni umieszczono XIX-wieczny posąg Jezusa Chrystusa upadającego pod krzyżem.